# Deforestación

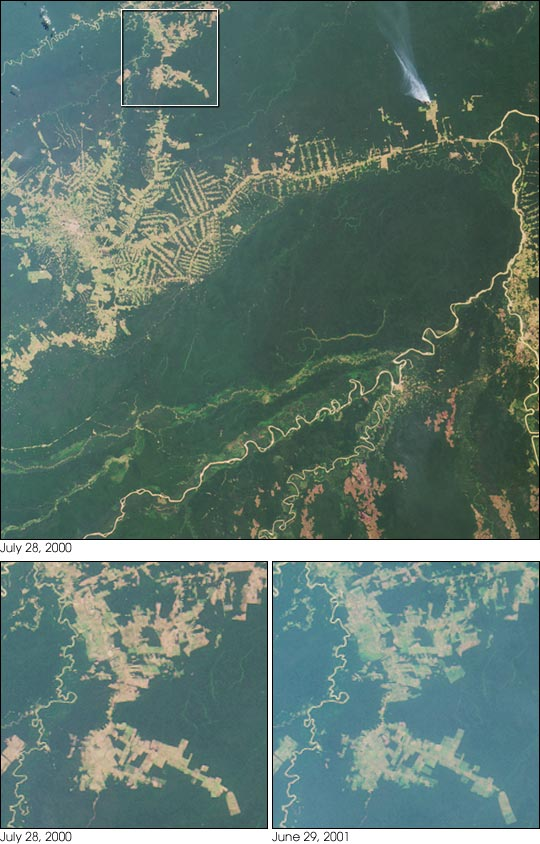
Imagen de la NASA de la cuenca del río Branco en Brasil observada el 28 de julio de 2000, donde se aprecia el avance de la deforestación.

Deforestación anual

Variación anual de la superficie forestal.

La deforestación o desforestación es un proceso provocado por la acción de los humanos, en el que se destruye o agota la superficie forestal, generalmente con el objetivo de destinar el suelo a otra actividad. En la actualidad, está directamente relacionada con las actividades industriales, como la tala y quema para la expansión de la frontera agrícola para dar lugar a la agricultura intensiva y la ganadería. La expansión de las áreas urbanas y las actividades mineras también impulsan la deforestación. La construcción de carreteras y vías de acceso a bosques cada vez más remotos mediante la tala furtiva contribuye a la deforestación. En menor medida, la agricultura de subsistencia también está involucrada en actividades de deforestación. Según el investigador británico Norman Myers, el 5 % de la deforestación se debe a cría de ganado, el 19 % a la tala excesiva, el 22 % a las plantaciones de árboles (sobre todo al aceite de palma) y el 54 % a la agricultura de tala y quema.
La deforestación tiene un impacto directo en el cambio climático y calentamiento global actuales. Se estima que la deforestación y otras prácticas agrícolas contribuyeron en las décadas pasadas alrededor del 20 % de las emisiones de dióxido de carbono a nivel global. La deforestación destruye la calidad de los suelos, contribuyendo a la erosión de los suelos y la desertificación, aumentando la liberación de polvo mineral y contribuyendo así a las tormentas de arena. Los ecosistemas forestales actúan como sumideros de carbono y desempeñan un papel crucial en la absorción de gases de efecto invernadero, por lo que la deforestación tiene un impacto adverso en la fijación de dióxido de carbono (CO2).
Más del 70 % de los animales y plantas viven en áreas forestales, por lo que la deforestación tiene un impacto dramático en la pérdida del hábitat de millones de especies, extinción de especies, la disminución de poblaciones de insectos, la pérdida de biomasa global y de biodiversidad. La deforestación afecta el albedo de la tierra, produciendo cambios en las temperaturas globales, los vientos y las precipitaciones. Los árboles también contribuyen con el ciclo hidrológico devolviendo el vapor de agua a la atmósfera. La eliminación de los árboles también causa fluctuaciones extremas de temperatura.
La deforestación ocasiona el desplazamiento de poblaciones indígenas y comunidades rurales, y aumenta la expansión y las variedades de enfermedades infecciosas transmitidas a los humanos por animales que pierden su hábitat.
Desde 1750, los cambios más grandes en la superficie del planeta se han producido por la deforestación en climas templados: cuando los bosques y selvas se reducen para dejar espacio al pasto, el albedo de la región afectada se incrementa, lo cual podría producir calentamiento o enfriamiento, dependiendo de las condiciones locales. La deforestación también afecta a la absorción del carbono, lo cual puede producir concentraciones elevadas de CO2, el componente principal de los gases de efecto invernadero. Ciertos modos de limpieza de tierras como el corte y quema empeoran estos efectos al quemar biomasa, que libera directamente gases de efecto invernadero y partículas como el hollín en el aire.
Los bosques todavía cubren alrededor del 31 % de las regiones del mundo. Hace 10.000 años, antes de la expansión de la agricultura, la cobertura forestal en el planeta era de cerca del 50 %. La mayor parte de esa pérdida de superficie forestal se ha dado en este último siglo. Brasil, Indonesia, Myanmar, Nigeria y Tanzania son los cinco países que tuvieron el porcentaje más elevado de deforestación en el período 2010-2015. El Objetivo de Desarrollo Sostenible número 15 llama a detener la deforestación para 2020.
 En resumen La deforestación se refiere a la tala de un bosque, eliminándolo por completo, para dar espacio a algo más en su lugar. La principal causa de la deforestación es la agricultura insostenible e ilegal, que da pie a cultivos comerciales como el aceite de palma y el caucho.

## Definición
Existen desacuerdos sobre la definición del término deforestación. Las posiciones actuales pueden dividirse en dos: quienes definen la deforestación en un sentido amplio, y quienes definen la deforestación en un sentido estrecho.
La deforestación en sentido estrecho se refiere exclusivamente a la remoción o extracción total de la cobertura vegetal con el objetivo de destinar la tierra a otro uso. La FAO ha optado por definir la deforestación como "variación boscosa con agotamiento de la cubierta de copas arbóreas a menos del 10 por ciento", es decir que el 90 % del bosque y de los árboles deben ser destruidos para considerarse deforestación. Todos los procesos restantes que, de alguna manera, impactan sobre el bosque son considerados como "degradación", y no como deforestación. Esta perspectiva es mayormente favorecida por los geográfos, los economistas y por quienes deben planificar el uso de la tierra.
La definición en sentido amplio incluye no solamente la remoción o extracción total de la cobertura vegetal para destinar la tierra a otro uso, sino también otro tipo de degradación que reduce la calidad de los bosques (por ejemplo, la pérdida de biodiversidad en el bosque, la densidad y la estructura, la biomasa, entre otros). El investigador británico Norman Myers define a este tipo de proceso como "una degradación tan severa que el bosque residual no puede calificarse como bosque en ningún sentido práctico de la palabra". Esta definición es mayormente utilizada por conservacionistas, biológos y ecologistas.
El tipo de definición que se adopte tiene un impacto sobre la producción de datos sobre deforestación. Así, según se adopte un criterio o el otro, la tasa de deforestación variará en relación con la definición utilizada.

En la lengua castellana se utiliza el término "desmonte" para referirse a la deforestación, especialmente en ciertas áreas geográficas como Argentina. El término desmonte, sin embargo, se refiere al proceso de "cortar en un monte o en parte de él los árboles o matas", probablemente en alusión a la vegetación existente en los ecosistemas de monte. Aunque se utiliza de manera intercambiable con "deforestación" y "degradación", el término no tiene una definición científica precisa.

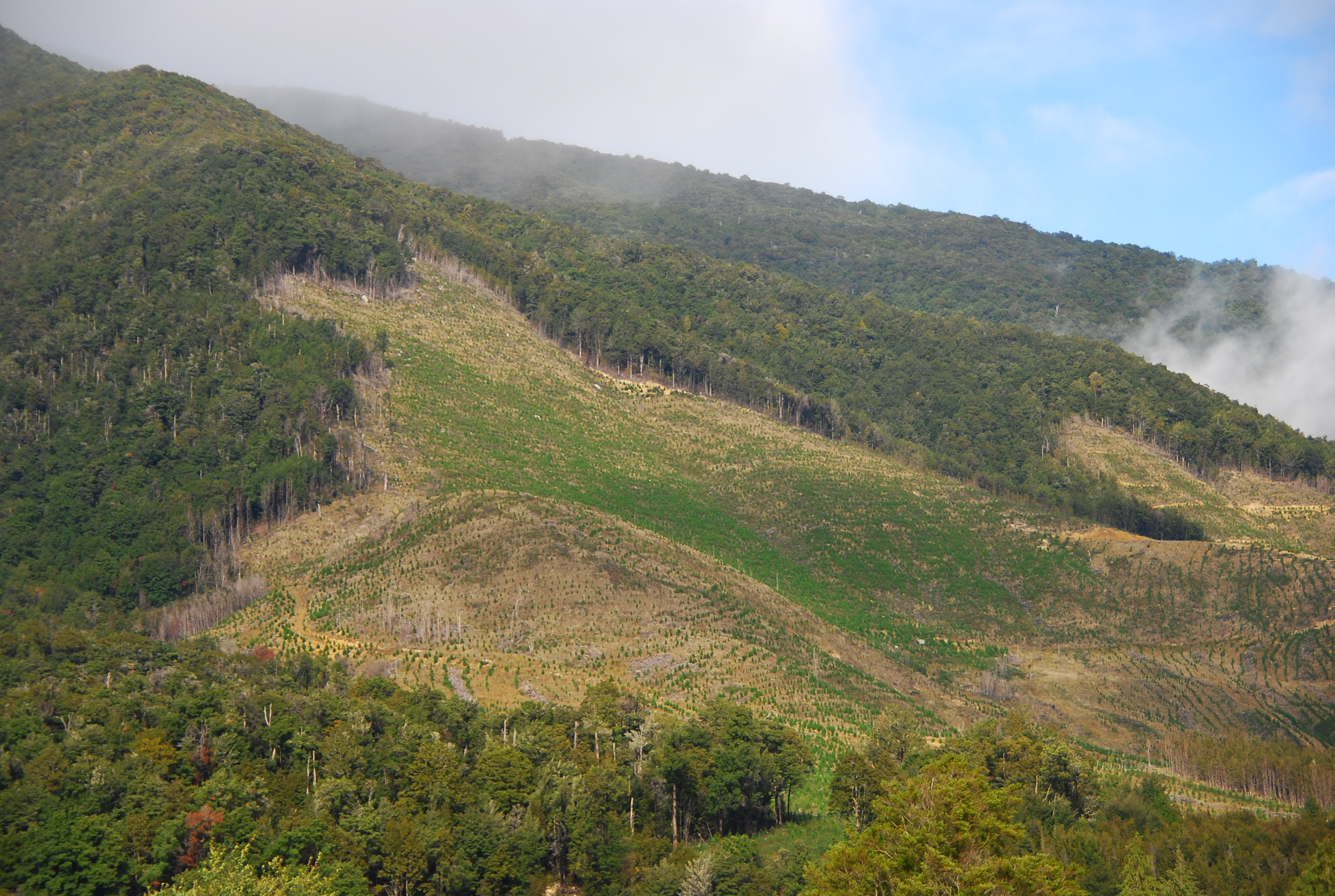
Imagen de deforestación en un bosque de Nueva Zelanda.

## Perspectivas teóricas
Se pueden distinguir tres enfoques teóricos sobre la deforestación: la escuela de la pobreza, la escuela neoclásica y la escuela de la ecología política. Estas tres escuelas difieren en su identificación de las causas y los agentes, pero sobre todo en las respuestas o acciones necesarias para frenar la deforestación. Según Sven Wunder, "diferentes actitudes y explicaciones pueden coexistir en el mismo país o región. Algunas características también pueden combinarse bajo ciertas circunstancias. [...] Sin embargo, en otros aspectos el foco y las predicciones políticas de los diferentes enfoques sobre cómo frenar la deforestación son incompatibles".

### Escuela de la pobreza
Para la escuela de la pobreza, la principal causa de la deforestación es el número creciente de personas pobres, que utilizan los recursos del bosque para sobrevivir, sobre-explotándolo, causando el agotamiento del recurso, y deforestando para obtener nuevas tierras. El Informe Brundtland es un ejemplo de este tipo de perspectivas:

Aquellos que son pobres y están hambrientos a menudo destruirán su ambiente inmediato para sobrevivir: derribarán los bosques; su ganado sobrepastoreará los pastizales; sobreutilizarán tierras marginales; y en números crecientes se amontonarán en las ciudades congestionadas.
Reporte de la Comisión Global sobre Ambiente y Desarrollo: Nuestro Futuro Común (Informe Brundtland), 1987

### Escuela neoclásica
Para la escuela neoclásica, la principal causa de la deforestación es la ausencia de derechos de propiedad sobre los bosques. Según esta visión, los regímenes de "acceso abierto" llevan a fallas en el mercado y proveen incentivos para la sobreexplotación y la degradación. Esta perspectiva toma algunos de los ejes teóricos de la "tragedia de los comunes" de Garrett Hardin.

### Ecología política
La ecología política considera que la deforestación se produce porque los grandes agricultores invierten en la cría de ganado y en granos de exportación, es decir, en granos que no son destinados para consumo alimenticio humano directo sino para otros usos, como ciertos cultivos para la producción de etanol o la producción de granos para el consumo de ganado. Estos grandes agricultores generan presión sobre los pequeños terratenientes y sobre el bosque. Los pequeños terratenientes deben adentrarse en el bosque para poder sobrevivir, mientras que los grandes agricultores continúan empujando el límite de la frontera agrícola.

## Historia

### Actualidad

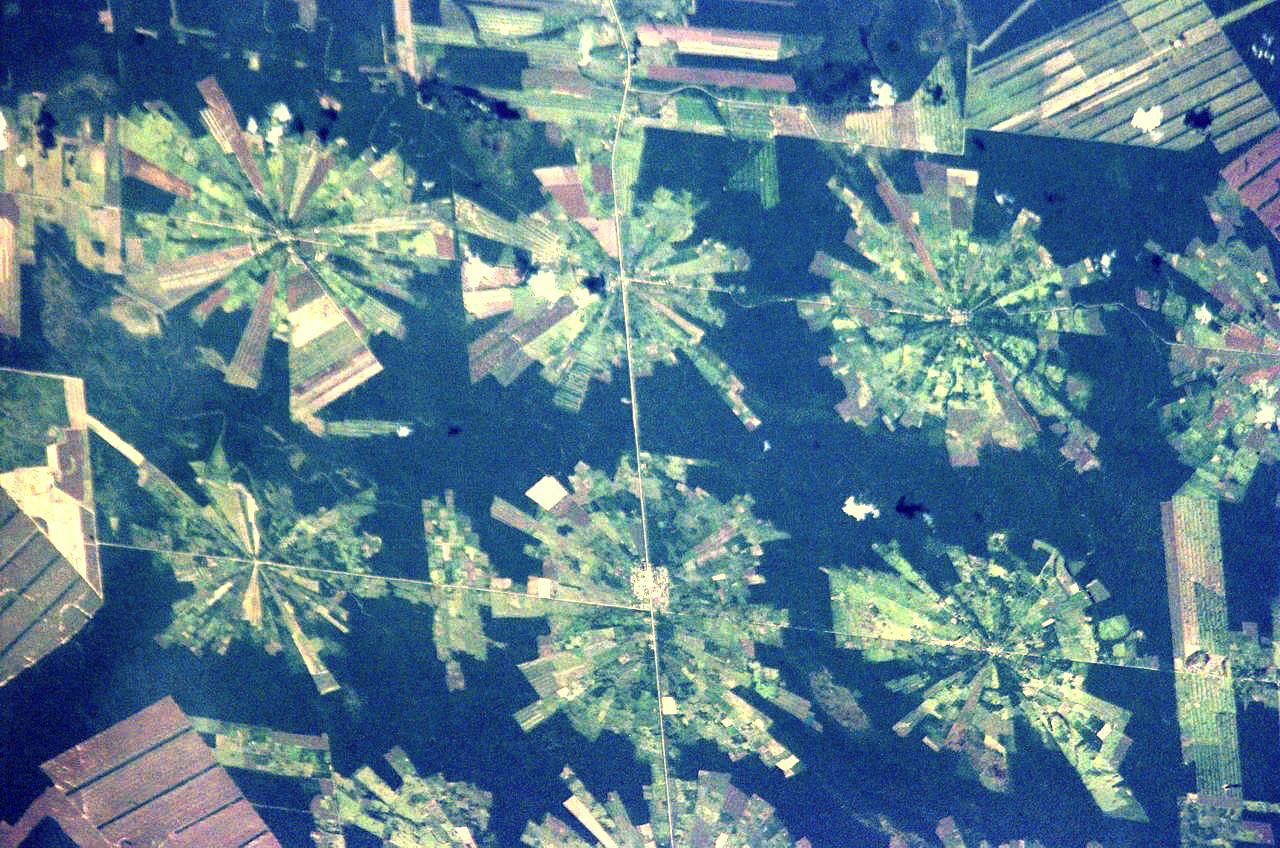
Deforestación de un bosque tropical en el este de Bolivia provocada por el desarrollo de un proyecto agrícola para cultivar soja. Cada forma circular estrellada es una zona agrícola deforestada y en su centro hay una pequeña población distanciadas 5 km unas de otras, apreciándose las carreteras que las unen. La fotografía fue tomada por los astronautas de la Estación Espacial Internacional en 2001.

En el presente, la deforestación ocurre principalmente, en América Latina, África Occidental y algunas regiones de Asia. En Brasil la deforestación en 2017 aumentó en un 28 %, con más de 5000 km² de árboles talados, en gran medida, por la reforma del Código Forestal durante el gobierno de Michael Temer que achicó las áreas verdes protegidas dando cabida a megaproyectos que destruyen la vegetación carioca. Los estados de Mato Grosso, Roraima y Pará, registraron los mayores índices de deforestación. En Paraguay, se incrementó un 34 % la deforestación a comparación del 2012, con más de 160 000 hectáreas de boques talados, afectando gravemente la Reserva Natural Cabrera Timane y el parque nacional Médanos del Chaco. En Perú, se deforestan alrededor de 150 000 hectáreas al año, por la práctica de la minería ilegal, el país ha perdido más del 50 % de la cubierta vegetal de la costa.
Una tercera parte del total de la tierra está cubierta por bosques, lo que representa cerca de 4 000 000 000 (cuatro mil millones) de hectáreas. Hay 10 países que concentran dos tercios de este patrimonio forestal: Australia, Brasil, Canadá, China, la República Democrática del Congo, India, Indonesia, Perú, la Federación Rusa y los EE. UU. Estos han sido explotados desde hace años para la obtención de madera, frutos, sustancias producidas por diferentes especies o para asentamientos de población humana, ganadería y agricultura. Indonesia, Malasia, Paraguay, Bolivia, Zambia y Angola han sido los países que más superficie forestal han perdido
En los últimos 25 años la tasa de desaparición de los bosques se redujo a la mitad. Desde 1990 se han perdido 129 millones de hectáreas de bosque. La tasa anual de pérdida neta de bosques (que tiene en cuenta los nuevos bosques que se plantan) pasó de 0,18 % en los años 1990 a 0,08 % en los cinco últimos años. Más países están mejorando la gestión forestal y existe una superficie cada vez mayor de áreas protegidas. Particularmente relevante es el caso de Europa cuya superficie boscosa aumentó considerablemente, teniendo en 2016 un tercio más de bosques que un siglo atrás. El mismo fenómeno se produce en Cuba con un aumento de la superficie boscosa del casi 30 % en las últimas décadas, como resultado de un ambicioso programa de reforestación. Igual situación se da en Rusia, que posee el 20 % de todos los bosques del planeta, cuyas áreas boscosas se están ampliando desde 1961.
En los países más desarrollados la cubierta forestal sufre otras afectaciones, como la lluvia ácida, que comprometen la supervivencia de los bosques, situación que se pretende controlar mediante la exigencia de requisitos de calidad para los combustibles, como la limitación del contenido de azufre o la desulfuración de los humos de las centrales térmicas y refinerías.

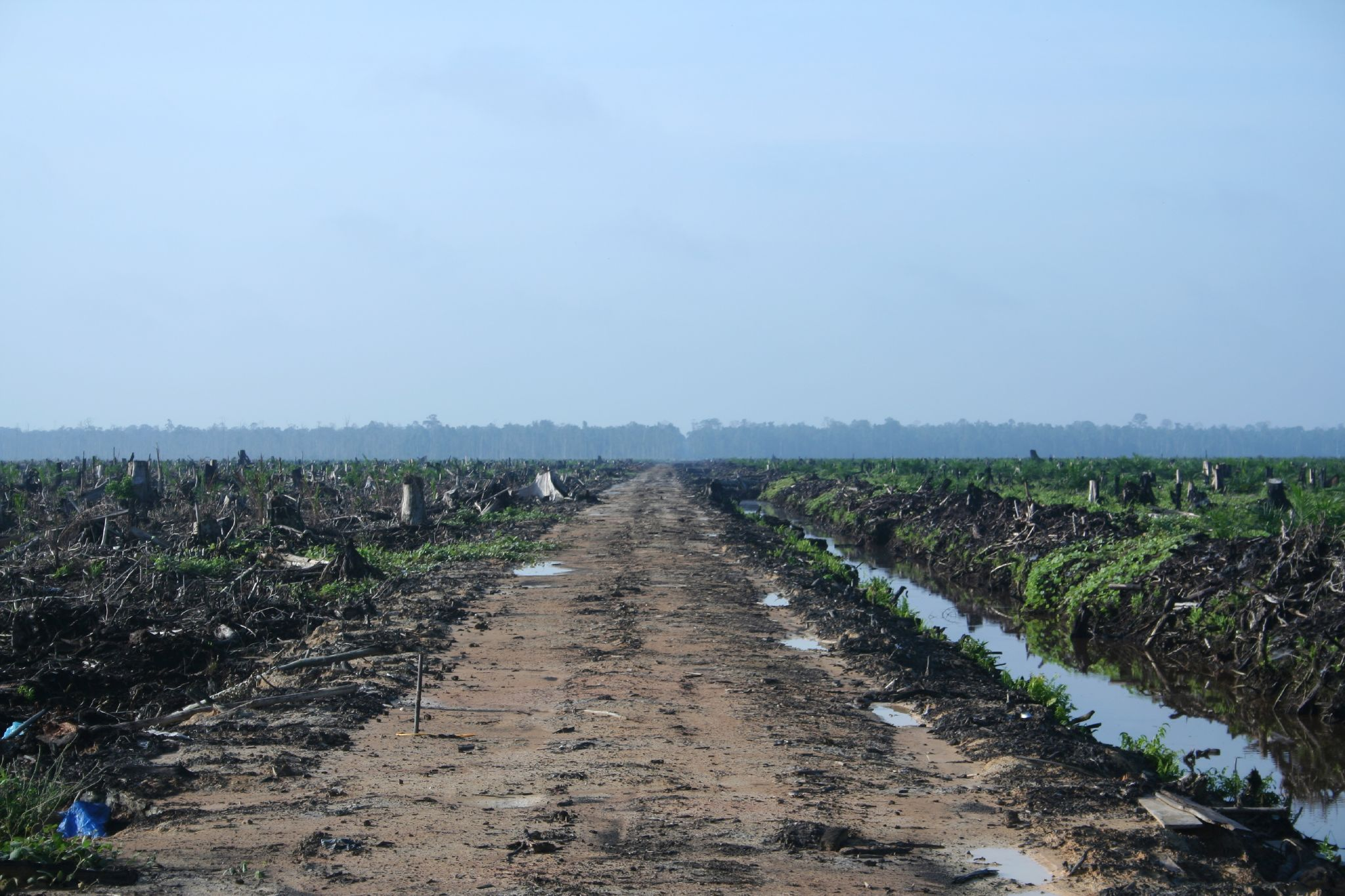
Deforestación en Indonesia. Los bosques del país fueron talados en un tiempo récord únicamente para obtener aceite de palma, para la industria de la mantequilla vegetal.

En los países menos desarrollados las masas boscosas se reducen año tras año, mientras que en los países industrializados se están recuperando debido a las presiones sociales, reconvirtiéndose los bosques en atractivos turísticos y lugares de esparcimiento.
Mientras que la tala de árboles de la pluviselva tropical ha atraído más atención, los bosques secos tropicales se están perdiendo a un ritmo sustancialmente mayor, sobre todo como resultado de las técnicas utilizadas de tala y quema para ser reemplazadas por cultivos. La pérdida de biodiversidad se correlaciona generalmente con la tala de árboles.
En 2019 se perdían anualmente 26,1 millones de hectáreas de bosque, cuando de 1999 a 2019 solo se habían restaurado 26,7 millones de hectáreas. Es decir, el ritmo de deforestación era 10 veces más rápido que el de reforestación.

## Causas

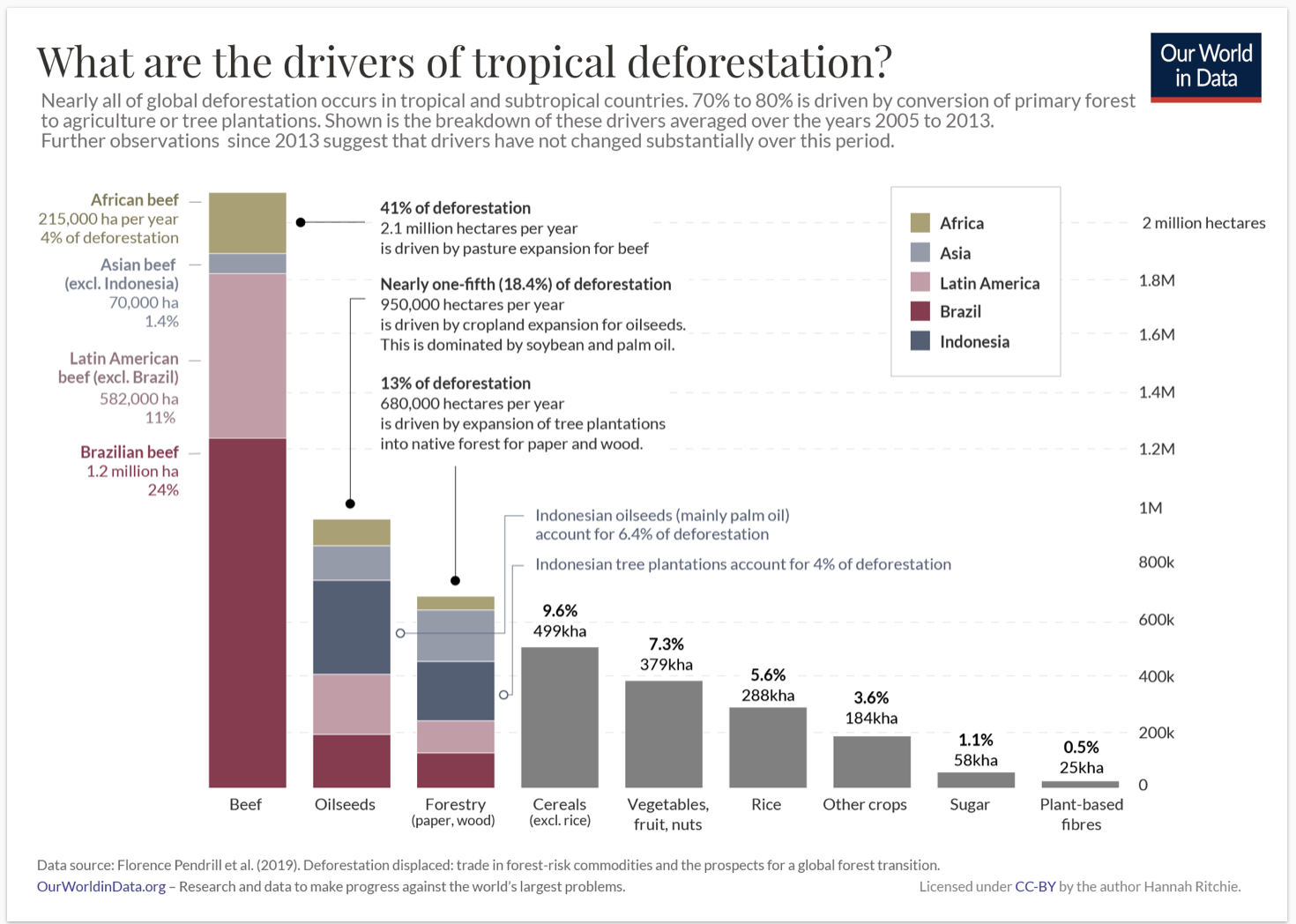
Causas de la deforestación tropical

Las causas de la deforestación son las fuerzas que motivan a los agentes a destruir la cubierta forestal. Existen causas directas e indirectas de la deforestación. Las causas directas típicamente se conocen como fuentes de la deforestación, causas de primer nivel o causas próximas o aledañas. Son las más fáciles de identificar. Las causas indirectas son las principales fuerzas de la deforestación, pero existe más desacuerdo sobre ellas y son más difíciles de cuantificar.
Pearce y Brown identificaron dos causas principales de la deforestación:
- Directa: Competencia entre los humanos y otras especies por los nichos ecológicos remanentes en la tierra y en las regiones costeras. Este factor está sustancialmente demostrado por la conversión de tierra forestal a otros usos tales como agricultura, infraestructura, desarrollo urbano, la industria y otros.
- Indirecta: Falla en los sistemas económicos para reflejar el valor real del ambiente. Básicamente, muchas de las funciones de los bosques tropicales no son comunicadas y como tales son ignoradas en la toma de decisiones. Adicionalmente, las decisiones de convertir selvas tropicales están alentadas por incentivos fiscales y de otro tipo.

Otros autores utilizan la expresión "causas inmediatas" y "causas subyacentes" para explicar las causas de la deforestación. Según este modelo, las causas subyacentes son las variables en el nivel macroeconómico y los instrumentos de política pública (tanto en el nivel nacional como internacional), mientras que las causas inmediatas son los parámetros de decisión que afectan directamente a los agentes (las instituciones, el mercado, la tecnología y las infraestructuras).

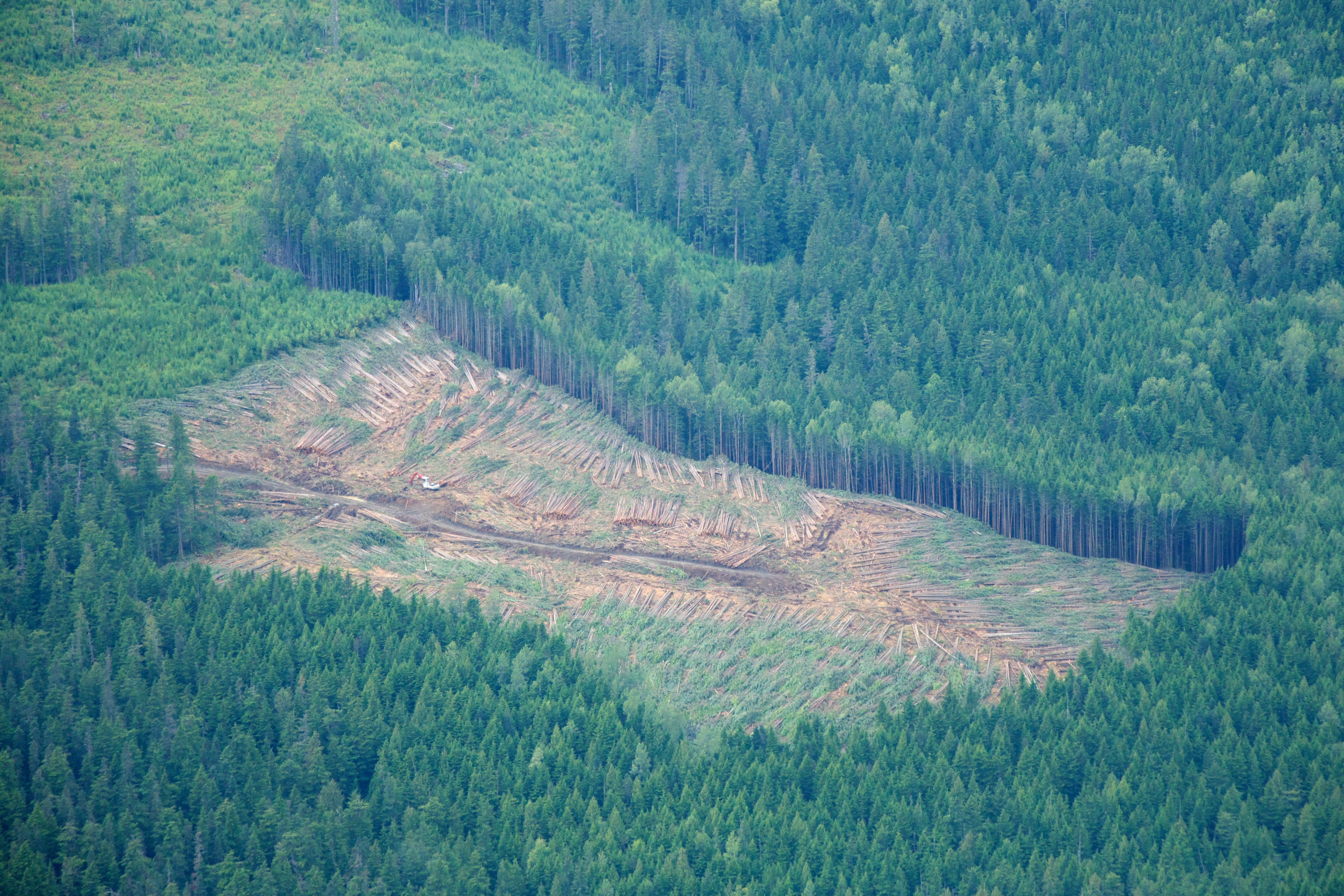
Imagen de deforestación en un bosque de Canadá.

### Precios de los productos agrícolas
Existe suficiente evidencia de que un aumento en el precio de los productos agrícolas estimula la deforestación. Un estudio de 1987 que analizó 58 países encontró una correlación entre el área cultivada total y el precio de los productos agrícolas. El único caso donde no hay correlación entre el precio de los productos agrícolas y la deforestación es cuando la producción agrícola es agricultura de subsistencia. Cuando los productores agrícolas están buscando maximizar sus ganancias, la correlación entre precio y deforestación es mayor.

### Expansión de la agricultura
Alrededor del 60 % de la deforestación se produce para la conversión a tierras agrícolas.
La agricultura itinerante o también de tala y quema destruye la tierra forestal para hacer crecer los cultivos hasta que los nutrientes del suelo se agotan o la tierra se llena de malezas, lo que ocasiona que las poblaciones se muevan para deforestar más áreas. La producción de pequeños terratenientes y el número creciente de agentes practicando la agricultura itinerante eran la causa principal de la deforestación en el pasado. En la actualidad, la proporción de la conversión de bosques a tierras agrícolas está aumentando y la agricultura itinerante está disminuyendo.

### Plantaciones de árboles
Las plantaciones deberían ayudar a reducir la tasa de deforestación. Sin embargo, el hecho de que las plantaciones remuevan la presión sobre el bosque para la producción de madera no se traduce en menos deforestación, sino en más. Las plantaciones de madera podrían ir en detrimento de los ecosistemas de los bosques tropicales. Los cultivos de árboles y en particular las plantaciones de caucho juegan un rol más importante en la deforestación en Indonesia que la agricultura itinerante de subsistencia. Alrededor de la mitad de las plantaciones establecidas en áreas tropicales lo hacen sobre tierra donde anteriormente existían bosques nativos. Las plantaciones también pueden promover la deforestación mediante la construcción de carreteras que mejoran el acceso de otros agentes de deforestación, como los agricultores itinerantes.

### Explotaciones forestales y leña
Las explotaciones forestales no necesariamente causan deforestación. Sin embargo, pueden degradar seriamente los bosques. Las explotaciones forestales además catalizan la deforestación al abrir carreteras y vías de acceso, subsidiando el costo de cortar los árboles remanentes y preparar la tierra para la siembra de granos o el pastoreo.
La recolección de leña y otros combustibles derivados de la madera a menudo se concentra en los bosques secos tropicales y en áreas forestales degradadas. La recolección de leña no es usualmente la principal causa de deforestación en los bosques húmedos tropicales, aunque puede serlo en aquellos lugares con áreas forestales reducidas como las Filipinas, Tailandia y partes de América Central. La recolección de leña era considerada como la principal causa de deforestación y degradación forestal en El Salvador.
También pueden ocurrir ilegalidades durante el transporte de la madera como procesamiento y exportación ilegal, falsa declaración en las aduanas, la evasión de impuestos y tasas de exportación (Ozinga, S. 2003).

### Fuego e incendios forestales
El fuego es una herramienta muy utilizada para avanzar sobre el bosque para la conversión de la tierra, tanto para agricultura permanente como para el desarrollo de pastizales. El fuego es una herramienta útil en la agricultura y la gestión de los bosques, pero también puede ser una causa de la deforestación. A partir de los datos disponibles de más de 118 países representando el 65 % del área forestal global, un promedio de 19.8 millones de ha o 1 % de todos los bosques fueron reportados como significativamente afectados cada año por incendios forestales. La deforestación debido a la pavimentación de carreteras en Brasil también llevó a incidentes más frecuentes de incendios forestales.

### Guerras y fuerzas armadas
Hay evidencia sostenida que las operaciones militares en la guerra de Vietnam y en otras guerras ocasionaron deforestación. De manera más reciente, se han documentado vínculos entre la guerra y el comercio de madera en la guerra civil entre Birmania y Tailandia, donde el régimen birmano le vende madera a los tailandeses para financiar su guerra civil contra el pueblo Karen. La destrucción forestal en El Salvador es un resultado de la guerra. Además de la intervención de los militares en la guerra, se ha documentado el rol de las fuerzas armadas en la deforestación en el sudeste asiático y en América del Sur. En Brasil, el rol de las fuerzas armadas en la política brasilera es una causa importante de la deforestación en la selva amazónica.

## Regiones
La deforestación a nivel mundial está concentrada en tres regiones: América del Sur, África y Oceanía. La deforestación anual mundial se estima en 13,7 millones de hectáreas por año, lo que equivale al área de Grecia.
El 30% del área terrestre global está cubierta por bosques, o alrededor de 3.9 mil millones de hectáreas. Se estima que la cubierta forestal original a nivel global era de seis mil millones de hectáreas. En 2009, 2/3 de los bosques del mundo estaban concentrados principalmente en diez países: (1) Rusia, (2) Brasil, (3) Canadá, (4) Estados Unidos, (5) China, (6) Australia, (7) Congo, (8) Indonesia, (9) Perú e (10) India.

### África
En África, entre los años 2000 y 2005 se perdieron unos cuatro millones de hectáreas de bosques al año, cerca de una tercera parte del área deforestada en todo el mundo. La causa principal es la conversión a una agricultura permanente de las áreas deforestadas. Como medidas contra la deforestación en África se está adoptando un sistema de certificación, dada la preocupación mundial por obtener madera a partir de bosques gestionados de manera sostenible, aunque la aplicación de esta certificación sigue siendo escasa todavía. De los 306 millones de hectáreas de bosques certificados del mundo (junio de 2007), unos 3 millones (solo el 1 %) corresponde a África y la mayoría son bosques plantados. Con unos 15 millones de hectáreas de bosques plantados en todo el mundo (FAO, 2006), África solo representa el 5 % del total.
África está sufriendo deforestación al doble de la tasa mundial, según el Programa de las Naciones Unidas para el Medio Ambiente (PNUMA). Algunas fuentes afirman que la deforestación ya ha aniquilado aproximadamente el 90 % de los bosques originales de África Occidental. La deforestación se está acelerando en África Central. Según la FAO, África perdió el mayor porcentaje de bosques tropicales de cualquier continente durante las décadas de 1980, 1990 y principios de 2000. Según las cifras de la FAO (1997), solo el 22.8 % de los bosques húmedos de África Occidental permanecen, pero en gran parte degradados. Nigeria ha perdido el 81% de sus bosques primarios en solo 15 años (1990-2005). La deforestación masiva amenaza la seguridad alimentaria en algunos países africanos. Un factor que contribuye a las altas tasas de deforestación del continente es la dependencia del 90 % de su población en la madera como combustible para calefacción y cocina.
La investigación llevada a cabo por WWF International en 2006 muestra que en África, las tasas de tala ilegal varían del 50 % en Camerún y Guinea Ecuatorial al 70 % en Gabón y al 80 % en Liberia, donde los ingresos de la madera desempeñaron un papel importante en la financiación de la guerra civil de Sierra Leona[13][13][13] y otros conflictos armados regionales hasta que el Consejo de Seguridad de la ONU impuso una prohibición a toda la madera de Liberia en 2003.
También se han llevado a cabo otras medidas a nivel regional contra la deforestación y la desertificación como la Iniciativa de la Gran Muralla Verde del Sahara (UNU, 2007), con un enfoque integrado entre la agricultura, la ganadería y la actividad forestal.
| Superficie total (1000 ha) | Superficie total (1000 ha) | Superficie total (1000 ha) | Variación anual (1000 ha) | Variación anual (1000 ha) | Tasa de variación anual % | Tasa de variación anual % |
| -------------------------- | -------------------------- | -------------------------- | ------------------------- | ------------------------- | ------------------------- | ------------------------- |
| 1990                       | 2000                       | 2005                       | 1990-2000                 | 2000-2005                 | 1990-2000                 | 2000-2005                 |
| 699 361                    | 655 613                    | 635 412                    | -4375                     | -4040                     | -0,64                     | -0,62                     |

### América del Norte
América del Norte contiene el 17 % de la superficie forestal global (677 millones de hectáreas). Aproximadamente una tercera parte del territorio regional está cubierto de bosques. Debido a la gran variedad de condiciones climáticas hay una gran diversidad de ecosistemas forestales, desde bosques húmedos tropicales a bosques boreales. Algunos de los bosques más productivos del mundo se encuentran en esta región.
La cubierta forestal en la región se mantiene estable.
América del Norte contribuyó en un 2 % aproximadamente a la deforestación mundial anual entre 2000 y 2005, aunque la tasa de desaparición de los bosques presenta una tendencia a la baja. El cambio climático podría intensificar las amenazas al estado de los bosques. La intensidad y la frecuencia de los incendios forestales han aumentado tanto en el Canadá como en los Estados Unidos, impulsadas por prolongadas sequías (atribuidas al cambio climático) y por programas de control de incendios que, aunque han tenido éxito, han incrementado de manera inadvertida la cantidad de material combustible. De igual manera, el cambio climático está fomentando las infestaciones de plagas: en el oeste del Canadá y de los Estados Unidos, el escarabajo del pino de montaña está causando mortalidad de árboles y daños de especial gravedad.
| Superficie total (1000 ha) | Superficie total (1000 ha) | Superficie total (1000 ha) | Variación anual (1000 ha) | Variación anual (1000 ha) | Tasa de variación anual % | Tasa de variación anual % |
| -------------------------- | -------------------------- | -------------------------- | ------------------------- | ------------------------- | ------------------------- | ------------------------- |
| 1990                       | 2000                       | 2005                       | 1990–2000                 | 2000–2005                 | 1990–2000                 | 2000–2005                 |
| 677 801                    | 677 971                    | 677 464                    | 17                        | -101                      | 0                         | -0,01                     |

### América Central y el Caribe
La historia de la mayoría de los países centroamericanos incluye ciclos de deforestación y reforestación. En el siglo XV, la agricultura intensiva maya había reducido significativamente los bosques. Antes de que llegaran los europeos, los bosques cubrían 500 000 kilómetros cuadrados, aproximadamente el 90 % de la región. Finalmente, el empuje de "la economía monetaria de Europa en América Latina" creó la demanda para la exportación de productos primarios, lo que introdujo la necesidad de grandes cantidades de tierras agrícolas despejadas para producir esos productos. Desde la década de 1960, la ganadería se ha convertido en la principal razón para la limpieza de tierras. El ganado magro alimentado con hierba producido por en los ranchos centroamericanos (a diferencia del ganado alimentado con granos criado en otros lugares) era ideal para los restaurantes de comida rápida estadounidenses y este mercado aparentemente sin fondo ha creado la llamada "hamburger connection" que vincula al  "estilo de vida de los consumidores en América del Norte con la deforestación en América Central".
En la mayoría de los países de América Central, la pérdida neta de superficie forestal disminuyó entre 2000 y 2005 en comparación con la década anterior, y Costa Rica logró un incremento neto de dicha superficie. No obstante, en términos porcentuales, América Central presenta una de las mayores tasas de desaparición forestal del mundo en relación con el resto de las regiones, más del 1 % anual en el período entre 2000 y 2005.
En el Caribe se registró un reducido aumento de la superficie forestal entre 2000 y 2005, principalmente en Cuba. La liberalización del comercio, que ha hecho que exportaciones agrícolas tradicionales como el azúcar y los plátanos no sean competitivas, está ocasionando el abandono de las tierras agrícolas y su conversión en bosque secundario (Eckelmann, 2005). Además, se está dando mayor énfasis a la protección del medio natural para apoyar la creciente industria del turismo. Por ello, se espera que la superficie forestal permanezca estable o se incremente en la mayoría de los países caribeños.
| Superficie total (1 000 ha) | Superficie total (1 000 ha) | Superficie total (1 000 ha) | Variación anual (1 000 ha) | Variación anual (1 000 ha) | Tasa de variación anual % | Tasa de variación anual % |
| --------------------------- | --------------------------- | --------------------------- | -------------------------- | -------------------------- | ------------------------- | ------------------------- |
| 1990                        | 2000                        | 2005                        | 1990–2000                  | 2000–2005                  | 1990–2000                 | 2000–2005                 |
| 923 807                     | 882 339                     | 859 925                     | -4147                      | -4483                      | -0,46                     | -0,51                     |

### América del Sur
Esta región se encuentra la mayor masa continua de bosque pluvial tropical del mundo: la cuenca del Amazonas.
En los últimos dos decenios,[¿cuándo?] algunos países han concedido la propiedad legal de los bosques a las comunidades indígenas, por ejemplo, Perú, 6400 millones de hectáreas; Bolivia, 1200 millones de hectáreas; Brasil, 10 300 millones de hectáreas; Colombia, 27 millones de hectáreas; Ecuador, 4,5 millones de hectáreas y Guyana, 1,4 millones de hectáreas de tierra, comprendidos los bosques. Si bien la propiedad confiere a las comunidades derechos firmes de uso sostenible de los recursos forestales, los conflictos sobre la propiedad, en ocasiones violentos, y la falta de aplicación de las normas y los reglamentos han permitido la ocupación y la explotación maderera ilegales en extensas áreas de estos bosques.

### Asia oriental
Esta región posee el 18,6 % de la superficie forestal mundial, repartida en una gran variedad de ecosistemas, como bosques tropicales, bosques templados, manglares costeros, montañas y desiertos.
La región contaba con 734 millones de hectáreas de bosques en el año 2005, unos tres millones más que en 2000. No obstante, este aumento fue resultado, en gran medida, de la alta tasa de repoblación forestal de China, la cual oculta la notable desaparición de bosques naturales en diversos países; en total, desaparecieron en la región 3,7 millones de hectáreas de bosque al año entre 2000 y 2005.
La pérdida de bosques es importante en el sudeste de Asia, el segundo de los grandes focos de biodiversidad del mundo. Según el informe de 2005 realizado por la FAO, Vietnam tiene la segunda tasa más alta de deforestación de bosques primarios en el mundo, después de Nigeria. Más del 90% de las selvas tropicales antiguas del archipiélago filipino han sido taladas. Otros países del sudeste asiático donde se está llevando a cabo una importante deforestación son Camboya y Laos. Según un documental de TelePool, la deforestación está siendo dirigida por personal militar corrupto y el gobierno (servicios forestales).
Algunos países han invertido sus tendencias de pérdida de bosques, pero no es probable que los países que sufren una mayor deforestación sean capaces de hacerlo. La expansión de los cultivos comerciales a gran escala será la causa más importante de deforestación en la región.
La región de cuenta con 136 millones de hectáreas de bosques plantados, prácticamente la mitad del total mundial. La mayor parte de los bosques plantados se encuentran en Australia, China, Filipinas, la India, Indonesia, Nueva Zelanda, Tailandia y Vietnam.
| Superficie total (1 000 ha) | Superficie total (1 000 ha) | Superficie total (1 000 ha) | Variación anual (1 000 ha) | Variación anual (1 000 ha) | Tasa de variación anual % | Tasa de variación anual % |
| --------------------------- | --------------------------- | --------------------------- | -------------------------- | -------------------------- | ------------------------- | ------------------------- |
| 1990                        | 2000                        | 2005                        | 1990–2000                  | 2000–2005                  | 1990–2000                 | 2000–2005                 |
| 743 825                     | 731 077                     | 734 243                     | -1275                      | 633                        | -0,17                     | 0,09                      |

### Asia occidental y central
Es la región con menos bosques del mundo, con tan sólo un 4 % de cubierta forestal (el 1,1 % de la superficie forestal mundial). La mayor parte de la superficie forestal corresponde a unos pocos países, mientras que en 19 países se encuentra menos del 10 % de la cubierta forestal. Cerca del 75 % de la región es árida, con una baja productividad de biomasa. La vegetación varía desde matorrales desérticos en Asia Central y la península arábiga hasta pequeñas áreas de manglares en la costa del golfo Pérsico y praderas de altura en Asia central. Debido a esta reducida cubierta forestal, los árboles fuera del bosque, especialmente en granjas y en otras tierras arboladas, desempeñan importantes funciones productivas y protectoras.
El establecimiento de cortavientos es una parte integral de las prácticas agrícolas en la mayoría de los países. El cultivo de palma datilera en diversos países de Asia occidental ha convertido los desiertos en oasis. En los Emiratos Árabes Unidos, las extensas plantaciones de palmas datileras han mejorado el paisaje a la vez que producen ingresos sustanciales.
| Superficie total (1 000 ha) | Superficie total (1 000 ha) | Superficie total (1 000 ha) | Variación anual (1 000 ha) | Variación anual (1 000 ha) | Tasa de variación anual % | Tasa de variación anual % |
| --------------------------- | --------------------------- | --------------------------- | -------------------------- | -------------------------- | ------------------------- | ------------------------- |
| 1990                        | 2000                        | 2005                        | 1990–2000                  | 2000–2005                  | 1990–2000                 | 2000–2005                 |
| 43 176                      | 43 519                      | 43 588                      | 34                         | 14                         | 0,08                      | 0,03                      |

### Europa
Europa cuenta con una cuarta parte de los recursos forestales mundiales, aproximadamente mil millones de hectáreas, el 81 % de las cuales se encuentran en la Rusia.
Prácticamente todos los países de Europa han firmado la Convención de las Naciones Unidas para la Lucha contra la Desertificación y han elaborado planes nacionales que dificultan notablemente la deforestación y la reconversión a otros usos de la tierra, a menudo con apoyo externo. Además, se proporciona apoyo fiscal a la actividad forestal en virtud del Fondo Europeo Agrícola de Desarrollo Rural, lo que fomenta de manera significativa la plantación de árboles. Por ello, es probable que la superficie forestal aumente a medida que decrecen las tierras dedicadas a la agricultura.
Las principales amenazas a las que se enfrentan los recursos forestales en Europa son de naturaleza ambiental, como incendios, brotes de plagas y tormentas, algunas de las cuales se podrían incrementar con el cambio climático. Aunque se desconocen las repercusiones a largo plazo del cambio climático en los bosques, se han atribuido a este fenómeno numerosos acontecimientos catastróficos recientes. Se prevé un incremento considerable de la magnitud y de la frecuencia de los incendios, por ejemplo en la península ibérica y en Rusia.
| Superficie total (1 000 ha) | Superficie total (1 000 ha) | Superficie total (1 000 ha) | Variación anual (1 000 ha) | Variación anual (1 000 ha) | Tasa de variación anual % | Tasa de variación anual % |
| --------------------------- | --------------------------- | --------------------------- | -------------------------- | -------------------------- | ------------------------- | ------------------------- |
| 1990                        | 2000                        | 2005                        | 1990–2000                  | 2000–2005                  | 1990–2000                 | 2000–2005                 |
| 989 320                     | 998 091                     | 1 001 394                   | 877                        | 661                        | 0,09                      | 0,07                      |

## Consecuencias

### Atmósfera

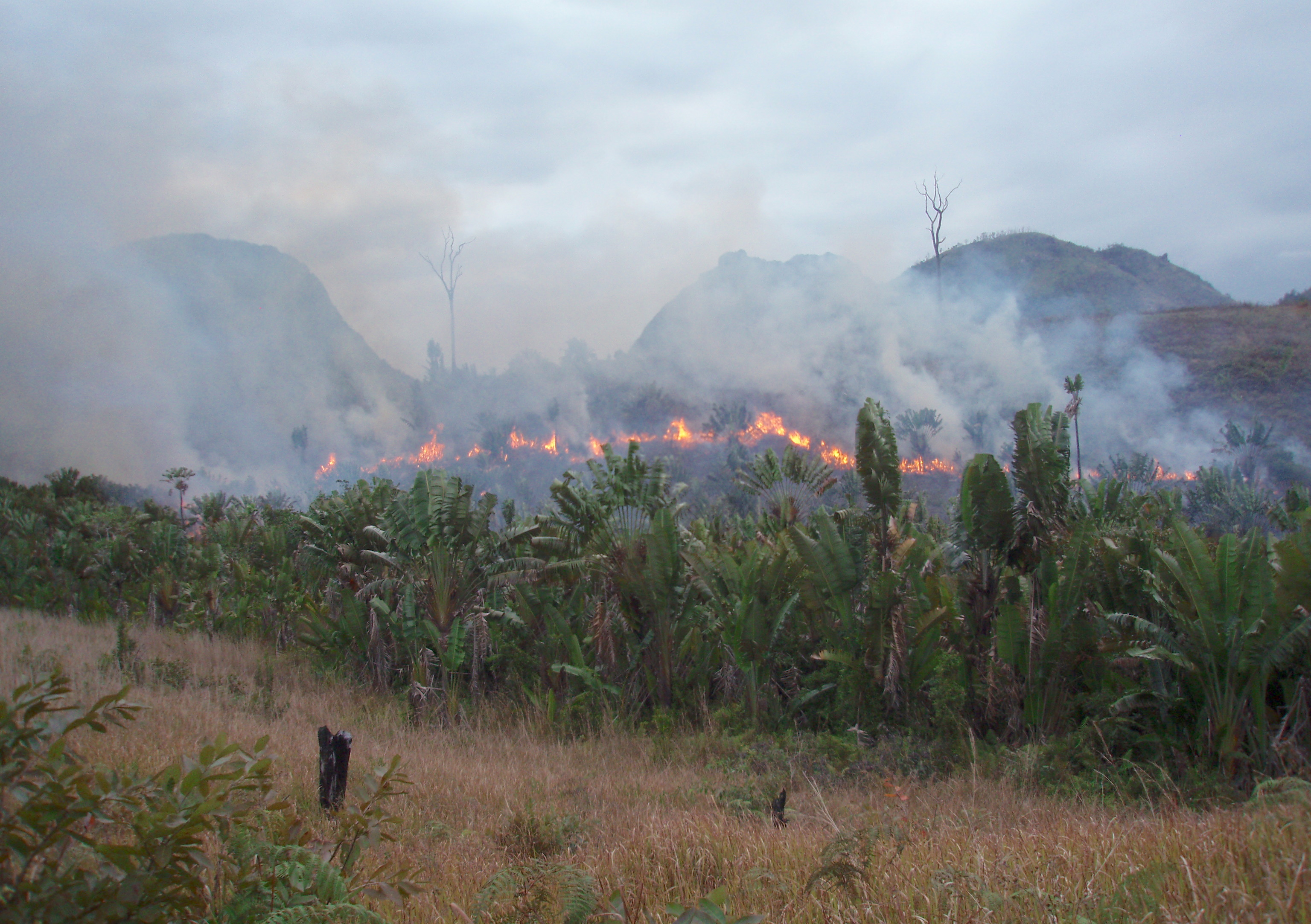
Roza y quema ilegal en Madagascar, 2010.

La deforestación es una de las principales causas del efecto invernadero y el calentamiento global. La pérdida de los bosques tropicales es responsable de aproximadamente el 20 % de las emisiones mundiales de gases de efecto invernadero. De acuerdo con el Grupo Intergubernamental de Expertos sobre el Cambio Climático, la deforestación, principalmente en áreas tropicales, podría suponer hasta un tercio de las emisiones de dióxido de carbono antropogénicas. Pero cálculos recientes sugieren que las emisiones de CO2 provocadas por la deforestación y la degradación forestal (excluidas las emisiones naturales de las turberas) supondrían entre el 6 y el 17 % de todas las emisiones antropogénicas de CO2, con una media del 12 %. La deforestación provoca que el CO2 permanezca más tiempo en la atmósfera. Al aumentar el CO2, se crea una capa que atrapa la radiación solar. Esta radiación se convierte en calor, provocando así el efecto invernadero.
Las plantas extraen el CO2 de la atmósfera a través de la fotosíntesis, quedándose con el carbono, que incorporan a su estructura (raíces, tallos, hojas, flores) en forma de moléculas orgánicas y liberando parte del oxígeno. Aunque también liberan algo de CO2 durante su proceso normal de respiración. Solo cuando un árbol o un bosque crecen pueden extraer carbono de la atmósfera, almacenándolo en sus tejidos. Tanto la putrefacción de la madera como su quema devuelven a la atmósfera ese carbono almacenado. Para que los bosques realmente extraigan carbono de la atmósfera debe haber una acumulación neta de madera. Una forma es cortar los árboles, transformar la madera en objetos duraderos y reemplazar con nuevos árboles los cortados. La deforestación también puede hacer que se libere el CO2 acumulado en el terreno. Los bosques pueden ser tanto sumideros de carbono como fuentes, dependiendo de las circunstancias ambientales. Los bosques maduros (donde la cantidad de materia vegetal no varía significativamente) alternan entre comportarse como fuentes netas y sumideros netos (véase Ciclo del carbono), pero esta variación resulta insignificante en relación con la enorme cantidad de carbono que tienen almacenada.
En las áreas deforestadas, el terreno se calienta más rápido por efecto del sol y alcanza una mayor temperatura, lo que lleva a mayores corrientes de convección ascendentes que favorecen la formación de nubes y finalmente producen más lluvia. Sin embargo, de acuerdo con el Laboratorio estadounidense de Dinámica de Fluidos Geofísicos (GFDL por sus siglas en inglés), los modelos utilizados para investigar los efectos a gran distancia de la deforestación tropical mostraron un amplio, pero suave, incremento de la temperatura en toda la atmósfera tropical. Estos modelos predijeron un calentamiento inferior a los 0,2 °C en la atmósfera tropical superior (entre 700 y 500 milibares). Sin embargo estos modelos no predicen cambios significativos en otras áreas más allá de los trópicos. Aun así la realidad puede ser diferente, porque el modelo puede contener errores y sus resultados nunca son absolutamente definitivos.
La deforestación afecta a los vientos, el vapor de agua y la absorción de energía solar, influyendo así claramente en el clima zonal y mundial. La deforestación de un área puede aumentar las tormentas de arena en zonas colindantes.
La reducción de las emisiones de la deforestación y la degradación forestal (REDD por sus siglas en inglés) en países en desarrollo ha surgido como un importante complemento a las políticas climáticas actuales. La idea consiste en compensar económicamente a los países que consigan estas reducciones de forma significativa.
Los legos piensan que los bosques tropicales contribuyen significativamente al oxígeno de la atmósfera aunque los científicos consideran que la contribución neta de los bosques tropicales es pequeña y que la deforestación solo tiene efectos menores en los niveles de oxígeno atmosférico. No obstante, la quema de masa forestal para obtener tierras cultivables libera ingentes cantidades de CO2, que contribuyen al calentamiento mundial. Los científicos también afirman que la deforestación tropical libera anualmente 1 500 millones de toneladas de carbono a la atmósfera.

### Agua
La deforestación también afecta al ciclo del agua: los árboles extraen agua del subsuelo a través de sus raíces y la liberan a la atmósfera. Cuando desaparecen, el clima se vuelve más seco. Además la deforestación reduce la cantidad de agua en el terreno y en el subsuelo, de modo que las plantas restantes ven reducida su disponibilidad de agua. Asimismo la deforestación reduce la cohesión del suelo, lo que da lugar a erosión, inundaciones, desertificación y corrimientos de tierras.
Al reducirse la cubierta arbórea disminuye la capacidad del entorno para interceptar, retener y transpirar la lluvia caída. Las áreas boscosas atrapan el agua y la filtran al subsuelo; las deforestadas, en cambio, se vuelven fuentes de agua superficial, que se mueve mucho más deprisa que la subterránea. Los bosques devuelven a la atmósfera por transpiración la mayoría del agua que cae sobre ellos como precipitación. Por el contrario, cuando se deforesta una zona, casi toda la precipitación se pierde en forma de agua superficial. Ese transporte más rápido de agua superficial puede traducirse en inundaciones relámpago e inundaciones más concentradas de las que ocurrirían si se hubiera mantenido la cubierta arbórea. La deforestación también reduce la evapotranspiración, y consiguientemente los niveles de humedad atmosférica, lo que en algunos casos afecta a las precipitaciones en las zonas a sotavento del área deforestada, porque el agua no se recicla en los bosques a sotavento, sino que corre por la superficie y va directamente a los océanos. De acuerdo con un estudio, en el área deforestada al norte y noroeste de China, la precipitación media anual descendió un tercio entre la década que comenzó en 1951 y la de 1981.
Los árboles, y las plantas en general, inciden significativamente en el ciclo hidrológico:
- Sus copas interceptan una porción de la precipitación, que luego se vuelve a evaporar.
- Sus residuos en el suelo (hojas muertas, ramas) frenan la escorrentía.
- Estos residuos también cambian las propiedades del suelo, mejorando su capacidad de retener agua.
- Sus raíces crean macroporos que incrementan la filtración al subsuelo.
- Contribuyen a la evaporación terrestre y reducen por transpiración la humedad del suelo.
- Controlan la humedad del aire a través de la transpiración de sus hojas. El 99 % del agua absorbida por las raíces es transpirada.[125]

Como resultado, la presencia o ausencia de árboles cambia la cantidad de agua subterránea, superficial o atmosférica. Esto cambia también el ritmo de erosión y la disponibilidad de agua ya sea por el ecosistema o para las necesidades humanas. La deforestación de las llanuras traslada la formación de nubes y la lluvia a terrenos más elevados.
En el caso de lluvias muy intensas y prolongadas que rebasen la capacidad normal de absorción de los bosques, es posible que, a pesar de su presencia, se produzcan inundaciones.
La selva tropical es la fuente de alrededor del 30 % del agua dulce del planeta.
La deforestación altera los patrones climáticos favoreciendo un tiempo más cálido y seco, y por tanto incrementando la sequía, la desertificación, la pérdida de cosechas, la fusión de los polos, las inundaciones costeras y el desplazamiento de flora y fauna

### Suelo
Los bosques naturales tienen un ritmo de erosión muy bajo, aproximadamente 2 toneladas métricas por kilómetro cuadrado. La deforestación generalmente incrementa el ritmo de pérdida de suelo al aumentar la escorrentía y reducir el escudo de residuos vegetales. Esto puede ser una ventaja en los suelos de selvas tropicales excesivamente lavados. Las propias operaciones de tala incrementan la erosión por la construcción de carreteras y el uso de maquinaria pesada.
La meseta de Loes en China fue despojada de sus bosques originales hace milenios. Desde entonces ha estado erosionándose, creando profundas cárcavas, proporcionando el sedimento que da al río Amarillo su color característico y favoreciendo las inundaciones en su curso bajo.
La desaparición de los árboles no siempre incrementa el ritmo de erosión. En ciertas regiones del suroeste de Estados Unidos los arbustos y los árboles han estado limitando las praderas. Los propios árboles refuerzan la pérdida de plantas herbáceas en el suelo sombreado por sus copas. Si el suelo queda desnudo, es muy vulnerable a la erosión. El Servicio Forestal estadounidense, por ejemplo en el parque nacional Bandelier, estudia cómo restaurar el ecosistema, y reducir la erosión, quitando los árboles.
Las raíces de los árboles cohesionan el suelo y, si es lo suficientemente superficial, lo mantienen en su lugar ligándolo a la roca madre. Por esta razón talar los árboles de laderas empinadas con suelo superficial puede incrementar el riesgo de corrimientos de tierras y amenazar las vidas de quienes residan cerca.

### Biodiversidad

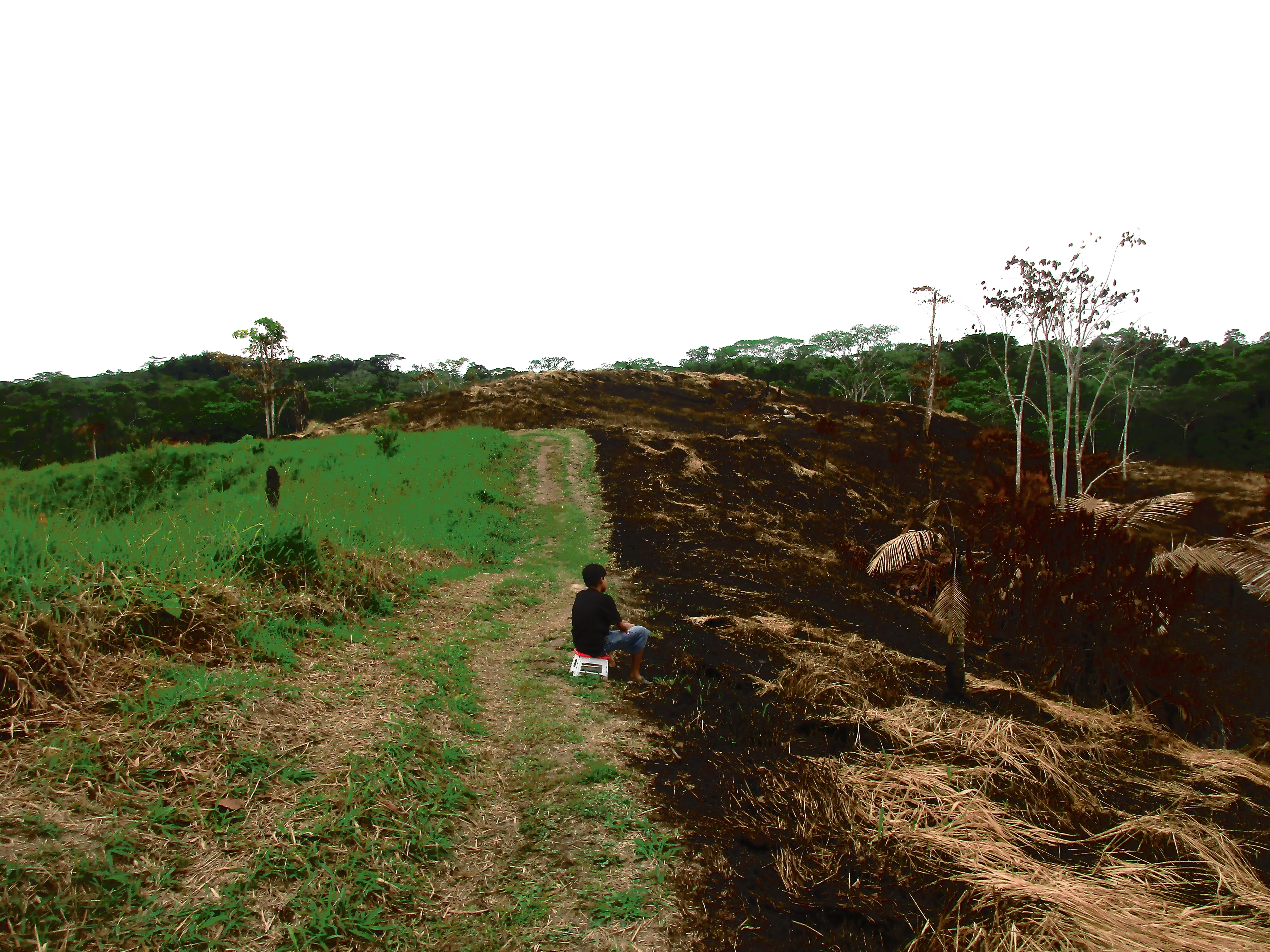
Deforestación para cultivos en la selva amazónica peruana.

La deforestación disminuye la biodiversidad y es causa de la extinción de muchas especies. Más de la mitad de las especies de plantas y animales terrestres viven en las selvas tropicales. La pérdida de áreas boscosas ha resultado en un entorno degradado, con menor biodiversidad. Los bosques sostienen la biodiversidad proporcionando un hábitat a numerosas especies de fauna y flora, algunas de las cuales pueden tener aplicaciones medicinales. Siendo los biotopos forestales fuentes irreemplazables de nuevas medicinas (como el taxol), la deforestación puede destruir irrecuperablemente la riqueza genética que proporciona a las plantas comestibles resistencia frente a las plagas.
Al ser las selvas tropicales los ecosistemas más diversos de la Tierra y encontrarse en ellos alrededor del 80 % de la biodiversidad conocida, la desaparición de áreas significativas de cubierta arbórea ha resultado en degradación del suelo y un entorno de menor biodiversidad. Un estudio en Rondonia (Brasil) muestra que la deforestación acaba también con la comunidad microbiana que se ocupa de reciclar los nutrientes, limpiar el agua y eliminar la contaminación.
Se estima que cada día estamos perdiendo 137 especies de plantas y animales (incluidos insectos) debido a la deforestación de las selvas, lo que supone 50 000 especies anuales. Autores como Lewin et al. afirman que la deforestación de las selvas está contribuyendo a la extinción masiva del Holoceno.
Los ritmos conocidos (no estimados) de extinción de mamíferos y aves por la deforestación son mucho más bajos, aproximadamente una especie por año. Pero si se extrapola a todas las especies sale la cifra de aproximadamente 23 000 cada año. Se ha predicho que el 40 % de las especies animales y vegetales del sudeste asiático podría desaparecer en el s. XXI. Posteriormente se han cuestionado estas predicciones al observarse en 1995 que en el sudeste asiático la mayoría del bosque original ha sido transformado en plantaciones de monocultivo, pero que las especies potencialmente amenazadas son pocas, y que los árboles y el resto de la flora permanecen estables y muy extendidos. La comprensión científica del proceso de extinción es insuficiente para hacer predicciones acertadas sobre el impacto de la deforestación en la biodiversidad. La mayoría de las predicciones de pérdida de biodiversidad ocasionada por operaciones silvícolas se basan en modelos especie-área, asumiendo que si el bosque decae, la diversidad de las especies decaerá de modo similar. Sin embargo muchos de esos modelos han demostrado ser erróneos y la pérdida de hábitat no lleva necesariamente a la pérdida de especies a gran escala. Se sabe que los modelos especie-área sobreestiman el número de especies amenazadas propias de las áreas que están siendo deforestadas, y mucho más en el caso de especies más difundidas (presentes tanto en áreas que están siendo deforestadas como en las que se están dejando intactas).
Un estudio de 2012 sobre la Amazonia predice que, pese a la falta de extinciones por ahora, hasta el 90 % de las predichas se producirá en los próximos 40 años.
Fragmentar los bosques, o incluso trazar carreteras en ellos, tiene un fuerte impacto sobre la biodiversidad: un estudio publicado en Nature en 2017 muestra que el 85 % de las especies de animales que viven en una selva se ven afectadas por el efecto linde. El 46 % aumenta su abundancia, y el 39 % (en general, las especies más amenazadas, y especialmente anfibios pequeños, grandes reptiles y mamíferos no voladores de tamaño medio) la disminuye.

### Humanos
La deforestación ocasiona que aparezcan nuevas enfermedades virales o infecciosas, o que enfermedades que están controladas por los bosques se expandan con mayor rapidez e intensidad. Una revisión de literatura científica en 2007 reveló que existe una relación entre la deforestación y la malaria. Otro estudio científico en 2010 demostró que un 4 % de deforestación en la selva amazónica en Brasil llevó al incremento de un 43 % en los casos de malaria. Otro estudio en Brasil demostró que la degradación de un bosque en un radio de menos de 5km2 es un factor desencadenante para la presencia de la malaria.
En 2000, la FAO concluyó que «el papel de la dinámica de la población en un entorno local puede variar de decisivo a insignificante», y que la deforestación puede resultar de «una combinación de presión demográfica y estancamiento económico, social y económico y condiciones tecnológicas».

## Acciones contra la deforestación

### Programa REDD
Las principales organizaciones internacionales, incluidas las Naciones Unidas y el Banco Mundial, han empezado a desarrollar programas de lucha contra la deforestación. El término general REDD (siglas en inglés de Reducción de Emisiones de Deforestación y Degradación) describe estos programas, que emplean incentivos monetarios directos o de otro tipo para animar a los países en desarrollo a que limiten o reviertan su deforestación. Se ha debatido sobre la financiación, pero en la decimoquinta conferencia de las partes (COP 15) de la Convención Marco de las Naciones Unidas sobre el Cambio Climático (CMNUCC) en Copenhague (diciembre de 2009) se alcanzó un acuerdo por el que los países desarrollados se comprometieron a aportar recursos nuevos y adicionales, incluidas la silvicultura e inversiones canalizadas por instituciones internacionales, que se aproximarán a los 30 millardos de dólares para el período 2010-2012
Se está trabajando significativamente en herramientas para controlar cómo los países en desarrollo cumplen los objetivos REDD a los que se han comprometido. Estas herramientas, que incluyen seguimiento remoto de los bosques por imágenes satelitales y otras fuentes de datos, incluido FORMA (acrónimo en inglés de iniciativa de Seguimiento Forestal para la Acción) del Centro para el Desarrollo Global y el portal de seguimiento del carbono forestal del Grupo de Observación de la Tierra (GEO por sus siglas en inglés). También se dio importancia al guiado metodológico para el seguimiento de los bosques en la COP 15. La organización medioambiental Socios para Evitar la Deforestación encabeza la campaña para el desarrollo de la REDD a través de financiación del Gobierno estadounidense. En 2014 la FAO, con varios socios, lanzó Open Foris —un conjunto de programas informáticos de código abierto para ayudar a los países a recoger, producir y difundir información sobre el estado de sus recursos forestales—. Estos programas (hay versión en español) sirven para todo el ciclo de vida del inventario forestal, desde la valoración de las necesidades, diseño, planificación, recogida y gestión de datos sobre el terreno, análisis estimativos y difusión. Se incluyen herramientas para el procesado de imágenes remotas, así como para las comunicaciones internacionales REDD y MRV (siglas en inglés de medida, comunicación y verificación).
Para evaluar las implicaciones generales de las reducciones de emisiones, los países donde se concentra la mayor atención son los de mucho bosque y altos ritmos de deforestación (HFHD por sus siglas en inglés) y los de poco bosque, pero altos ritmos de deforestación (LFHD por sus siglas en inglés). Países HFHD se consideran Brasil, Camboya, Corea del Norte, Guinea Ecuatorial, Malasia, Islas Salomón, Timor Este, Venezuela y Zambia. En cambio se anotan como LFHD Afganistán, Benín, Botsuana, Birmania, Burundi, Camerún, Chad, Ecuador, El Salvador, Etiopía, Ghana, Guatemala, Guinea, Haití, Honduras, Indonesia, Liberia, Malaui, Malí, Mauritania, Mongolia, Namibia, Nepal, Nicaragua, Níger, Nigeria, Pakistán, Paraguay, Filipinas, Senegal, Sierra Leona, Sri Lanka, Sudán, Togo, Uganda, Tanzania y Zimbabue.

### Leyes ambientales de protección de los bosques
Diversos países han implementado leyes de protección de los bosques, como las leyes de bosque nativo implementadas por Argentina y Chile.
Un estudio científico analizó el impacto de la Ley de Bosque Nativo de Argentina, centrándose fundamentalmente en los mecanismos de ordenamiento territorial exigidos por la ley y la responsabilidad de los gobiernos provinciales y municipales en realizar dicho ordenamiento. El estudio analizó las provincias de Salta, Santiago del Estero y Chaco (las más afectadas por la deforestación en Argentina) y encontró que la gestión de los gobiernos locales podía tener un impacto en reducir la deforestación.
En 2022, el Parlamento Europeo aprobó un proyecto de ley destinado a detener la importación vinculada a la deforestación. Este Reglamento de Deforestación de la UE (EUDR), puede causar a Brasil, por ejemplo, para detener la deforestación para la producción agrícola y comenzó a "aumentar la productividad en las tierras agrícolas existentes". La legislación fue aprobada con algunos cambios por el Consejo Europeo en mayo de 2023 y se espera que entre en vigor varias semanas después. El proyecto de ley exige a las empresas que quieran importar ciertos tipos de productos a la Unión Europea que demuestren que la producción de esos productos no está vinculada a zonas deforestadas después del 31 de diciembre de 2020. También prohíbe la importación de productos relacionados con abusos de los derechos humanos. La lista de productos incluye: aceite de palma, ganado, madera, café, cacao, caucho y soja. También se incluyen algunos derivados de estos productos: chocolate, muebles, papel impreso y varios derivados del aceite de palma.
Pero por desgracia, como muestra el informe Bankrolling ecosystem destruction, esta regulación de las importaciones de productos no es suficiente. El sector financiero europeo está invirtiendo miles de millones de euros en la destrucción de la naturaleza. Los bancos no responden positivamente a las peticiones de que pongan fin a esta situación, por lo que el informe pide que se endurezca la normativa europea en este ámbito y que se prohíba a los bancos seguir financiando la deforestación.

### Pagos para conservar los bosques
En Bolivia la deforestación en los cursos fluviales altos ha causado problemas medioambientales, entre ellos erosión del suelo y disminución de la calidad del agua. Un proyecto innovador para remediar la situación establece que los usuarios del agua río abajo paguen a los propietarios de tierras río arriba para conservar sus bosques. Los propietarios reciben 20 dólares norteamericanos para conservar los árboles, evitar prácticas ganaderas contaminantes y favorecer la biodiversidad y la fijación de carbono por el bosque en su propiedad. También reciben 30 USD para la compra de una colmena, lo que les compensa por la conservación de dos hectáreas de bosque durante cinco años, de manera que se proteja una fuente de agua. Los ingresos por hectárea de la miel recolectada ascienden a cinco dólares anuales, de modo que en cinco años ascienden a 50 USD para el propietario. El proyecto lo llevan la Fundación Natura Bolivia y la organización ecologista Rare, con el apoyo de la Alianza Clima y Desarrollo.
En China el Estado paga 7500 yuanes anuales por hectárea (equivalentes en 2018 a unos 937 euros) durante cinco años a los agricultores de zonas señaladas como prioritarias para la reforestación si abandonan sus cultivos, plantan árboles y se dedican a cuidarlos, limpiando el follaje.
En países como Costa Rica, México y Mozambique se dan los llamados PSA (Pago por Servicios Ambientales), los cuales buscan retribuir económicamente la preservación del medio ambiente. A pesar de sus propósitos, diversos estudios han demostrado que sus efectos son modestos en evitar la deforestación.

### Aumento en los precios de los insumos
La evidencia disponible sobre el precio de los insumos para la producción agrícola (como fertilizantes y pesticidas) no es concluyente. Un estudio en ciertas áreas de América Latina sugirieron que un incremento en el precio de los fertilizantes puede reducir la deforestación. Diferentes estudios encontraron evidencia de que un incremento en el precio de otros insumos, como semillas, pesticidas y herramientas reduce la deforestación.

### Aumento en los salarios de los trabajadores agrícolas
La evidencia disponible sugiere que salarios más elevados para los trabajadores agrícolas reduce la deforestación, al hacer que las actividades agrícolas y forestales sean más costosas. Otras ofertas de empleo con mejores salarios en áreas no vinculadas a la actividad agrícola también reducen la deforestación.

### Propiedad de la tierra

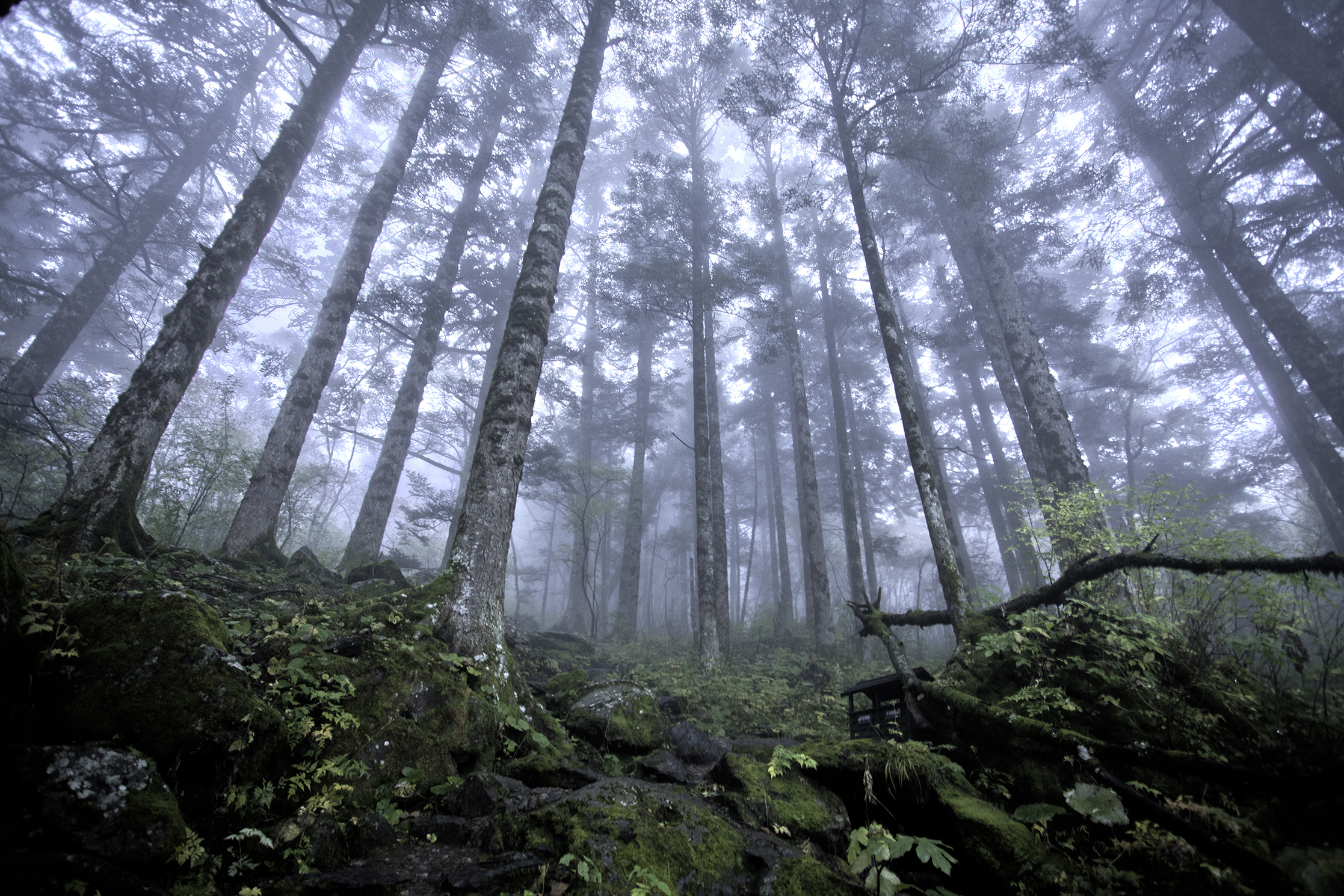
Bosque virgen de Shennongjia

Se afirma que transferir la propiedad de los terrenos donde se ubican los bosque a las poblaciones indígenas es una manera eficiente de protegerlos. Esto incluye la protección de tales derechos cuando las leyes existentes los conceden, como en la ley india de bosques. Se sostiene que transferir estos derechos en China, quizá la mayor reforma agraria de la Edad Contemporánea, ha incrementado la cobertura forestal. En Brasil, las áreas forestales cuya propiedad se ha transferido a pueblos indígenas sufren menos tala permanente que incluso los parques nacionales.

### Métodos agrícolas que no exigen despejar bosques
Talar el bosque y plantar con métodos agrícolas tradicionales rinde poco. Algunos métodos agrícolas nuevos que ofrecen mucho mayor rendimiento por hectárea (y por tanto permiten talar menos bosque, o no talarlo en absoluto, si se aplican al terreno donde se usaban métodos tradicionales) son: plantas hibridadas, invernaderos, huertos urbanos o hidroponía. Estos nuevos métodos dependen a menudo de insumos químicos (abonos, pesticidas) para mantener alto su rendimiento. En la agricultura cíclica (llamada así por oposición a la agricultura itinerante, en que una tribu tala una zona de bosque, la cultiva y, cuando la tierra se agota, la abandona para talar una nueva zona) el ganado pasta sobre tierra dejada en barbecho, fertilizándola y preparándola para una próxima siembra. La rotación de cultivos es una forma de agricultura cíclica. Por otra parte la agricultura biointensiva obtiene rendimientos muy altos en terrenos muy reducidos sin emplear sustancias químicas. La agricultura intensiva, en cambio, puede disminuir los nutrientes del suelo a un ritmo acelerado. El enfoque más prometedor, sin embargo, es la jardinería forestal (traducción habitual, pero poco afortunada del término forest gardening; poco afortunada porque, en español, la jardinería es ornamental, no nutricional; la traducción francesa, bosque nutritivo da una mejor idea del significado) en permacultura, que consiste en sistemas agroforestales, cuidadosamente diseñados para imitar a los bosques naturales, que favorecen las especies animales y vegetales de interés nutricional, maderero y otros usos. Estos sistemas tienen baja dependencia de combustibles fósiles y sustancias químicas, necesitan poco mantenimiento, son altamente productivos y causan poco impacto en el suelo, la calidad del agua y la biodiversidad.

### Monitoreo de la deforestación
Hay múltiples métodos adecuados y fiables para monitorear la deforestación. Uno de ellos es la interpretación visual de fotos aéreas o imágenes por satélite. Es intensivo en mano de obra, pero no requiere formación de alto nivel en procesamiento automatizado de imágenes ni una fuerte inversión en ordenadores. Otro método es el análisis de los puntos calientes (hotspots, zonas de rápido cambio) empleando la opinión de expertos o imágenes de satélite de baja resolución para identificar estas zonas, y entonces realizar análisis digitales detallados sobre imágenes satelitales de alta resolución. Normalmente se valora la deforestación cuantificando la cantidad de área deforestada, medida en el momento actual.
Desde un punto de vista medioambiental, cuantificar el daño y sus posibles consecuencias es una tarea más importante, mientras que los esfuerzos de conservación se centran en proteger los bosques y desarrollar usos de la tierra alternativos para evitar que la deforestación continúe. El ritmo de deforestación y el área total deforestada se han utilizado ampliamente para el seguimiento de la deforestación en muchas regiones, entre ellas la Amazonia brasileña por el INPEN(Instituto Nacional de Pesquisas Espaciais). Está disponible una vista satelital de la Tierra.

### Manejo forestal
El manejo forestal o gestión forestal es la rama de la ingeniería de montes que se ocupa de las actividades administrativas, económicas, legales, sociales, etc. de los bosques, y que sigue principios científicos y técnicos de silvicultura, protección y regulación. Se puede tratar de manejo de bosques naturales o manejo de bosques artificiales o reforestados.
En las zonas donde se practica la agricultura de tala y quema (llamada también de roza y quema), el cambio a talar y carbonizar (en vez de quemar, con llama, en fuego abierto y combustión completa, la materia vegetal cortada, convertirla en carbón vegetal mediante combustión incompleta y esparcir el carbón sobre el terreno), no solo es un método duradero de fijación del carbono. También es extremadamente enriquecedor para el suelo. Mezclando el carbón vegetal con biomasa se crea la terra preta, uno de los suelos más ricos y el único conocido que se autorregenera.

### Prácticas sostenibles

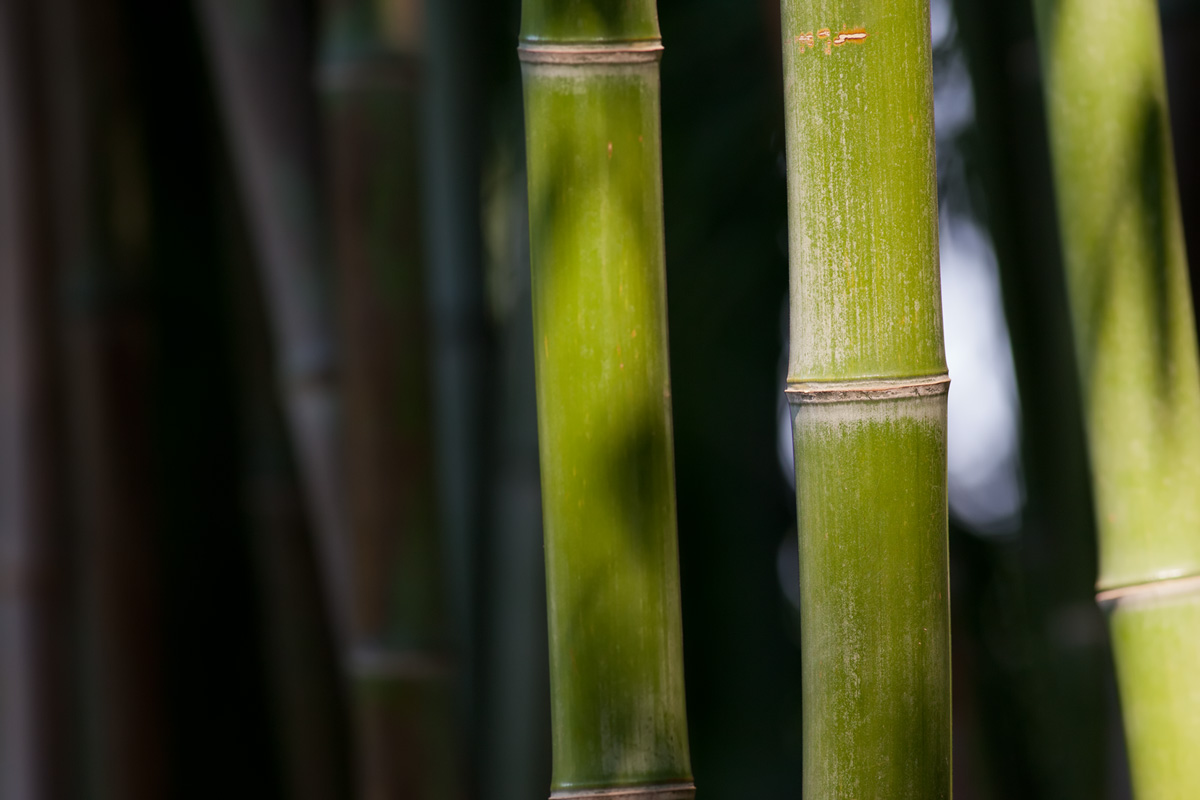
Se promueve el bambú como una alternativa más sostenible que cortar leña para combustible.

La certificación de que un bosque se explota de manera sostenible, como la proporcionada por los sistemas mundiales Programa para el Reconocimiento de Certificación Forestal (PEFC por sus siglas en inglés) o Consejo de Administración Forestal (FSC por sus siglas en inglés) contribuye a contener la deforestación al crear mercado para productos de bosques gestionados sosteniblemente. De acuerdo con la FAO, «Una condición indispensable para la adopción de la gestión forestal sostenible es la demanda para productos producidos sosteniblemente y el deseo de los consumidores de pagar por los mayores costes que implican. La certificación representa cambiar de planteamientos regulatorios a incentivos de mercado para promover la gestión forestal sostenible. Al promover los atributos positivos de productos forestales de bosques gestionados sosteniblemente, la certificación se enfoca en el lado de la demanda de la gestión medioambiental.» En cambio, la australiana Rainforest Rescue alega que los estándares de organizaciones como FSC están demasiado conectados con la industria maderera y que por tanto no garantizan una gestión forestal sostenible y socialmente responsable. Que en realidad los sistemas de seguimiento de las certificaciones son inadecuados y en el mundo se han documentado varios casos de fraude.
Algunas naciones han tomado medidas para incrementar el número de árboles sobre la Tierra. En 1981 China creó el día nacional de plantado de árboles y en la década que comenzó en 2001 la cobertura forestal ha alcanzado el 16,55 % del territorio cuando en la que comenzó en 1991 solo era del 12 %.
Usar como leña el bambú, que técnicamente no es un árbol, sino una hierba (concretamente una gramínea) conduce a una combustión más limpia que la de madera de árbol, y como el bambú madura mucho más rápido que la madera, se reduce la deforestación, porque el suministro se puede reponer más rápidamente.

### Reforestación
La reforestación es una operación en el ámbito de la silvicultura destinada a repoblar zonas deforestadas en el pasado histórico y reciente (se suelen contabilizar 50 años). Por extensión, también se llama reforestación, aunque sería más correcto el término forestación, a la plantación más o menos masiva de árboles, en áreas donde estos no existieron, por lo menos en tiempos históricos recientes (igualmente, unos 50 años). También se llama reforestación al conjunto de técnicas que se necesitan aplicar para crear una masa forestal, formada por especies leñosas.
En muchas partes del mundo, especialmente en el este de Asia, la reforestación y la forestación están incrementando las áreas boscosas. La cantidad de bosque ha aumentado en 22 de las 50 naciones del mundo con más bosques. Asia, en conjunto, ganó un millón de hectáreas de bosque entre 2000 y 2005. Asimismo, el bosque tropical en El Salvador creció más del 20 % entre 1992 y 2001. Basándose en estas tendencias, un estudio estima que la superficie forestal mundial en 2050 será un 10 % —una superficie de la extensión de la India— superior a la de 2006.
En China, donde se han destruido bosques a gran escala, ha sido obligación legal de cada ciudadano capacitado, entre 11 y 60 años, el plantar de 3 a 5 árboles anualmente, o hacer la cantidad de trabajo equivalente en otros servicios forestales. El Gobierno chino sostiene que, desde 1982, se ha plantado cada año al menos un millardo de árboles y se han recuperado anualmente 50 000 km² de superficie forestal. En 2016 esta obligación ya no se encuentra vigente, pero cada 12 de marzo en China son las vacaciones de plantado. Además, está en marcha el proyecto Gran Muralla Verde de China que, plantando árboles, pretende frenar la expansión del desierto de Gobi. Aunque debido al alto porcentaje de árboles que mueren después de plantarlos (hasta el 75 %), el proyecto no está teniendo mucho éxito, la superficie forestal en el norte del país ha pasado del 5 al 12,4 %. En China, la superficie forestal ha aumentado 47 millones de hectáreas desde la década que comenzó en 1971. El número total de árboles en 2001 se estimaba en 35 millardos. Otra propuesta ambiciosa para China es el sistema aéreo de reforestación y control de la erosión.
En África, con un nombre parecido, la Gran Muralla Verde de África, se está llevando a cabo otra iniciativa de contención del desierto (el Sahara en este caso) mediante el plantado de árboles. Se ha propuesto utilizar invernaderos de agua marina.
En los países occidentales, la creciente demanda del consumidor por productos forestales que hayan sido cultivados y cosechados de forma sostenible está haciendo que los propietarios de bosques y la industria maderera rindan cada vez más cuentas de sus prácticas de gestión forestal y tala.

### Plantaciones de árboles
Para satisfacer la demanda mundial de madera, los silvícolas Botkins y Sedjo proponen plantaciones de árboles de alto rendimiento. Se ha calculado que plantaciones que produzcan 10 m³ (metros cúbicos) de madera por hectárea anualmente podrían suministrar toda la madera que demanda el comercio internacional utilizando solamente el 5 % del área forestal actual. Los bosques naturales solo producen entre 1 y 2 m³ por hectárea, y por tanto se requeriría de 5 a 10 veces más terreno para satisfacer la demanda. El ingeniero de montes Chad Olivier propone un mosaico de bosques de alto rendimiento entremezclados con tierras preservadas.
Los bosques plantados se incrementaron en el mundo del 4,1 al 7,0 % de la superficie forestal total entre 1990 y 2015 En 2015 sumaban 280 millones de hectáreas, un incremento de alrededor de 40 millones de hectáreas desde 2010. El 18 % de estos 280 millones son especies exóticas o introducidas, mientras que el resto son nativas del país donde se han plantado. En el este y sur de África, Sudamérica y Oceanía los bosques plantados son principalmente de especies introducidas: 65, 88 y 75 % respectivamente. En Norteamérica, Asia central y occidental, y Europa, las proporciones de especies introducidas son muy inferiores: 1, 3 y 8 % del área total plantada respectivamente.
En Senegal, en la costa oeste de África, un movimiento encabezado por jóvenes ha ayudado a plantar más de seis millones de árboles de manglar. Estos árboles protegeran las aldeas de las tormentas y proporcionarán un hábitat a la fauna y flora local. El proyecto empezó en 2008 y en 2010 ya se ha pedido al Gobierno senegalés que proteja los nuevos manglares.